# 布勒通塞勒
布勒通塞勒（法語：Bretoncelles，法語發音：[bʁətɔ̃sɛl] ⓘ）是法国奥恩省的一个市镇，属于莫尔塔涅欧佩什区。

## 地理
布勒通塞勒（48°25'54"N, 0°53'15"E）面积40.21 平方千米，位于法国诺曼底大区奧恩省，该省份为法国西北部内陆省份，北起顺时针与卡爾瓦多斯省、厄尔省、厄尔-卢瓦省、萨尔特省、马耶讷省和芒什省接壤。
与布勒通塞勒接壤的市镇（或旧市镇、城区）包括：拉马德莱娜布韦、莫塞、圣维克托德比通、沃皮永、于讷河畔萨布隆、穆捷欧佩什、勒帕圣约梅、圣日耳曼德格鲁瓦、佩尔什地区雷马拉尔。

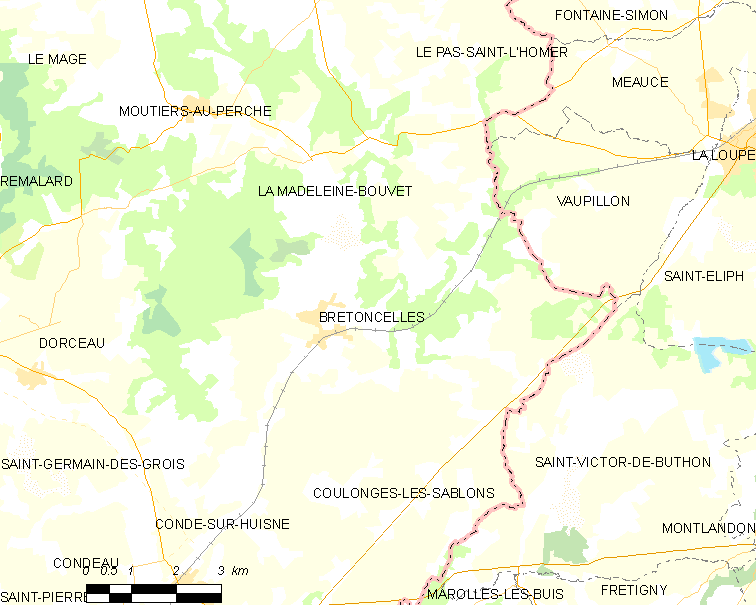
布勒通塞勒的OSM定位图

布勒通塞勒的时区为UTC+01:00、UTC+02:00（夏令时）。

## 行政
布勒通塞勒的邮政编码为61110，INSEE市镇编码为61061。

## 政治
布勒通塞勒所属的省级选区为布勒通塞勒县。

## 人口

1962-2008年间布勒通塞勒人口变化图示

布勒通塞勒于2022年1月1日时的人口数量为1462人。